# Noel Gallagher
Noel Thomas David Gallagher (Manchester, 29 de maio de 1967) é um músico, cantor e compositor britânico. É o guitarrista, vocalista e principal compositor do Oasis, banda que lidera juntamente com seu irmão Liam Gallagher. Atualmente é o líder da banda Noel Gallagher's High Flying Birds, fundada por ele após o término do Oasis em 2009. É considerado por especialistas um dos mais influentes e bem sucedidos compositores de todos os tempos, citado por vários grandes artistas subsequentes como uma influência e sendo o compositor principal de oito músicas e doze álbuns número 1 nas paradas britânicas.
Gallagher começou a tocar guitarra aos 12 anos e passou a trabalhar como técnico membro de turnê da banda Inspiral Carpets aos 21 anos. Em uma passagem por sua cidade natal, Manchester, soube que seu irmão Liam havia formado uma banda chamada The Rain, que acabou se tornando o Oasis, e Liam o convidou para entrar eles como o guitarrista principal. Ele concordou com a condição de escrever o material.
Em 1994 o Oasis lançou seu álbum de estreia Definitely Maybe, inteiramente escrito por Noel Gallagher e se tornou um sucesso comercial e de critica, iniciando o movimento Britpop, um dos maiores movimentos influentes do Rock, do qual Noel era frequentemente considerado a grande influência, por compor grandes clássicos da música britânica nos anos 1990. Seu segundo álbum, (What's the Story) Morning Glory? lançado em 1995, alcançou o topo das paradas de álbuns em muitos países, e seu terceiro álbum de estúdio, Be Here Now de 1997 tornou-se o álbum mais vendido na história das paradas do Reino Unido. Em agosto de 2009, após uma briga com seu irmão, Gallagher anunciou sua saída do Oasis.  Ele formou o Noel Gallagher's High Flying Birds, com quem lançou quatro álbuns de estúdio.
Muitos elogiaram suas composições, com o produtor dos Beatles, George Martin, chamando-o de "o melhor compositor de sua geração". Por outro lado, ele foi eleito o guitarrista mais superestimado do último milênio em uma pesquisa de 1999. Ele citou a escolha como o prêmio que mais gostou de receber.

## Juventude
Noel Thomas David Gallagher nasceu na área de Longsight de Manchester em 29 de maio de 1967, filho de pais católicos irlandeses Peggy (nascida Sweeney) e Thomas Gallagher. Além de Liam Gallagher, ele também tem um irmão mais velho chamado Paul Gallagher. Pouco depois do nascimento de Liam em 1972, os Gallaghers mudaram-se para a Ashby Avenue e depois para a Cranwell Drive no subúrbio de Burnage em Manchester.
Gallagher teve uma infância problemática. Ele e seus irmãos eram frequentemente espancados pelo pai, que era alcoólatra. Ele e Paul desenvolveram gagueira, supostamente devido ao desconforto em torno do pai. Como o filho mais velho, Paul recebeu um quarto só para ele, enquanto Noel foi forçado a dividir com Liam. Peggy conseguiu a separação legal de seu marido em 1976. Ela finalmente o deixou em 1982, levando seus três filhos com ela.
Foi durante esse período de provação, com pouco a fazer, que ele começou a aprender sozinho a tocar violão, um presente de sua mãe. Ele tocava suas canções favoritas do rádio e conta que foi particularmente inspirado pela estreia dos The Smiths em 1983, com o single "This Charming Man". Posteriormente, disse que, a partir desse dia, "queria ser Johnny Marr".

## Carreira com o Oasis
Em 1991, durante uma folga em sua cidade natal, Noel resolveu acompanhar um ensaio da banda de Liam. Foi então que percebeu que o grupo tinha potencial, mas que ainda era muito “verde”. Resolveu então dividir o mesmo palco com eles, desde que passasse a ser o líder e compositor principal da banda, que passou a se chamar Oasis. O nome do grupo foi mudado, em homenagem à casa de shows chamada The Oasis onde os Beatles haviam tocado em Manchester. Ensaiavam quase toda noite, com extrema dedicação.

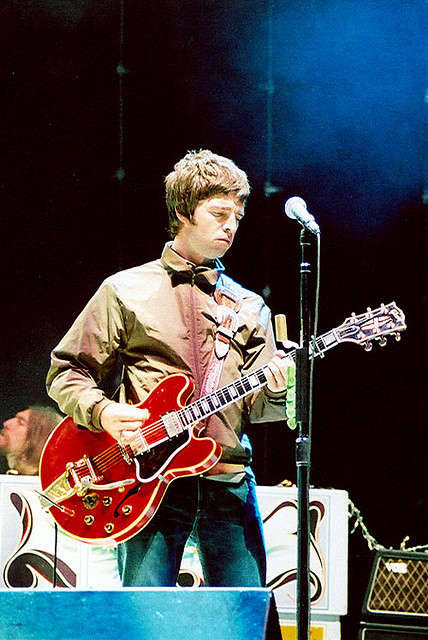
Noel Gallagher em performance com o Oasis

Após ter escrito a primeira música dos Oasis, Noel deu a seu irmão Liam a opção de cantar músicas de sua autoria. Os Oasis conseguiram então o seu primeiro agente graças a Noel, que tinha um amigo, Ian, que lhe pediu uma fita demo para dar ao seu irmão. Seu irmão era o lendário guitarrista dos The Smiths, Johnny Marr. Marr, por sua vez, deu a fita ao seu agente, Marcus Russel. Depois de assistir a um show dos Oasis, ele se tornou agente da banda.
Noel escreveu todas as músicas do primeiro disco do Oasis com quase nenhuma ajuda do resto do grupo. Columbia foi escrita enquanto Noel trabalhava como ajudante numa construção, mas Liam diz ter escrito o refrão. "Married... with Children" foi escrita depois de uma briga, com sua namorada Louise, sobre Noel levantar da cama à noite para escrever. A música "Slide Away" também foi escrita sobre Louise, que estava prestes a acabar o relacionamento. Estávamos então no início de 1992. "Supersonic" foi escrita por Noel em 8 horas, como eventual lado-B para "Bring It On Down". Alguns dias depois, escreveu "All Around The World", que só viria a ser lançada no terceiro álbum do grupo, "Be Here Now", cinco anos depois.
Os constantes shows na Inglaterra fizeram com que, em 1993, o Oasis assinasse com Alan McGee, diretor da Creation Records. Para Noel, o processo de gravação do primeiro álbum, Definitely Maybe, lançado em 1994,
Ele se tornou o álbum de estreia mais vendido da história britânica na época e entrou nas paradas britânicas em primeiro lugar.  Apesar de sua popularidade rapidamente crescente, Gallagher brevemente deixou Oasis em 1994, durante sua primeira turnê norte-americana. As condições eram ruins, e ele sentiu que o público americano. ainda interessados no Grunge e no metal não entendiam a banda. Gallagher afirmou que suas primeiras canções, especialmente "Live Forever", foram escritas para refutar o pessimismo do grunge.  
As tensões aumentaram entre ele e Liam, culminando em uma briga após um show desastroso em Los Angeles. Tendo efetivamente decidido deixar a indústria da música, ele voou para São Francisco sem contar à banda, empresário ou equipe. Foi nessa época que Gallagher escreveu "Talk Tonight" como um "obrigado" para a garota com quem ele ficou, que "falou com ele". Ele foi localizado por Tim Abbot da Creation, e durante uma viagem da dupla para Las Vegas, Gallagher decidiu continuar com a banda. Ele se reconciliou com seu irmão e a turnê recomeçou em Minneapolis.
Gallagher seguiu o enorme sucesso em 1995 com o primeiro single número um do Oasis no Reino Unido em "Some Might Say". Seguido pelo seu segundo álbum, (What's the Story) Morning Glory?, lançado no final daquele ano. Embora tenha sofrido apatia da crítica inicial, o álbum se tornou o segundo álbum mais vendido de todos os tempos no Reino Unido, entrando nas paradas de álbuns do Reino Unido em número um e chegando ao número quatro na Billboard 200 dos EUA.
Em agosto de 1996, Oasis esgotou duas noites em Knebworth, tocando para mais de 250 000 fãs. Seguindo o sucesso mundial de Morning Glory?,O oasis lançou Be Here Now, novamente com todas as faixas escritas por Noel Gallagher. O álbum foi considerado por muitos como uma versão inchada e excessivamente indulgente de Oasis, que Gallagher desde então atribuiu ao estado de viciado em drogas e à indiferença da banda na época. Enquanto o álbum foi um recordista, vendendo 813 000 cópias em sete dias.
Gallagher começou a sofrer ataques de pânico induzidos por drogas durante este período. Sua depressão e paranoia inspiraram a música "Gas Panic!", Posteriormente incluída no álbum de 2000 Standing on the Shoulder of Giants . Ele alegou ter parado de usar drogas ilícitas em 5 de junho de 1998. Gallagher declarou em 2001: "Eu gostava de drogas, era bom nelas. Mas tive ataques de pânico por cerca de um ano e parei porque queria. Depois de você tomar a decisão, é bem fácil". Em 1999, o guitarrista base Paul "Bonehead" Arthurs deixou a banda, com o baixista Paul McGuigan logo em seguida. Como resultado, o quarto álbum de estúdio, Standing on the Shoulder of Giants , foi gravado apenas pelos Gallaghers e pelo baterista Alan White , com Noel tocando todas as partes de guitarra. Mais tarde naquele ano, Alan McGee decidiu deixar a Creation e vendeu o restante de sua participação de 51% na gravadora para a Sony.  Gallagher aproveitou a oportunidade para criar a Big Brother Recordings , que assumiu a distribuição do Oasis no Reino Unido, mas a gravadora da Sony, Epic Records, continuou a lidar com a distribuição internacional da banda. 
Com o declínio do britpop, as constantes brigas com o irmão e a saída de importantes membros da banda, Noel ainda lançou pelo Oasis, o álbum Heathen Chemistry em 2002, Don't Believe the Truth em 2005 e Dig Out Your Soul em 2008.
Em 28 de agosto de 2009, Gallagher deixou o Oasis após uma briga com seu irmão, Liam. Pouco antes da meia-noite de sexta-feira, Gallagher postou um comunicado em seu quadro de mensagens no site da banda anunciando sua saída.

## Projeto Solo
Em 10 de fevereiro de 2011, Gallagher declarou que "nem começou" seu primeiro disco solo, apesar de Liam ter rumores de que ele "roubou" material das sessões de Dig Out Your Soul . "Não estou gravando coisas novas, ainda não", disse ele ao Talksport . "Vai sair quando estiver pronto, eu acho. Bem, eu nem comecei, então não sei." Quase um ano depois do fim de seu trabalho com o irmão Liam Gallagher, Noel dá pistas de seu próximo disco solo, e também tocando guitarra em uma faixa do disco solo do Ex-The Rascals Miles Kane intitulado "My Fantasy", onde Miles Kane - que faz parte do The Last Shadow Puppets - disse que fez umas gravações com Noel, e participa do álbum.

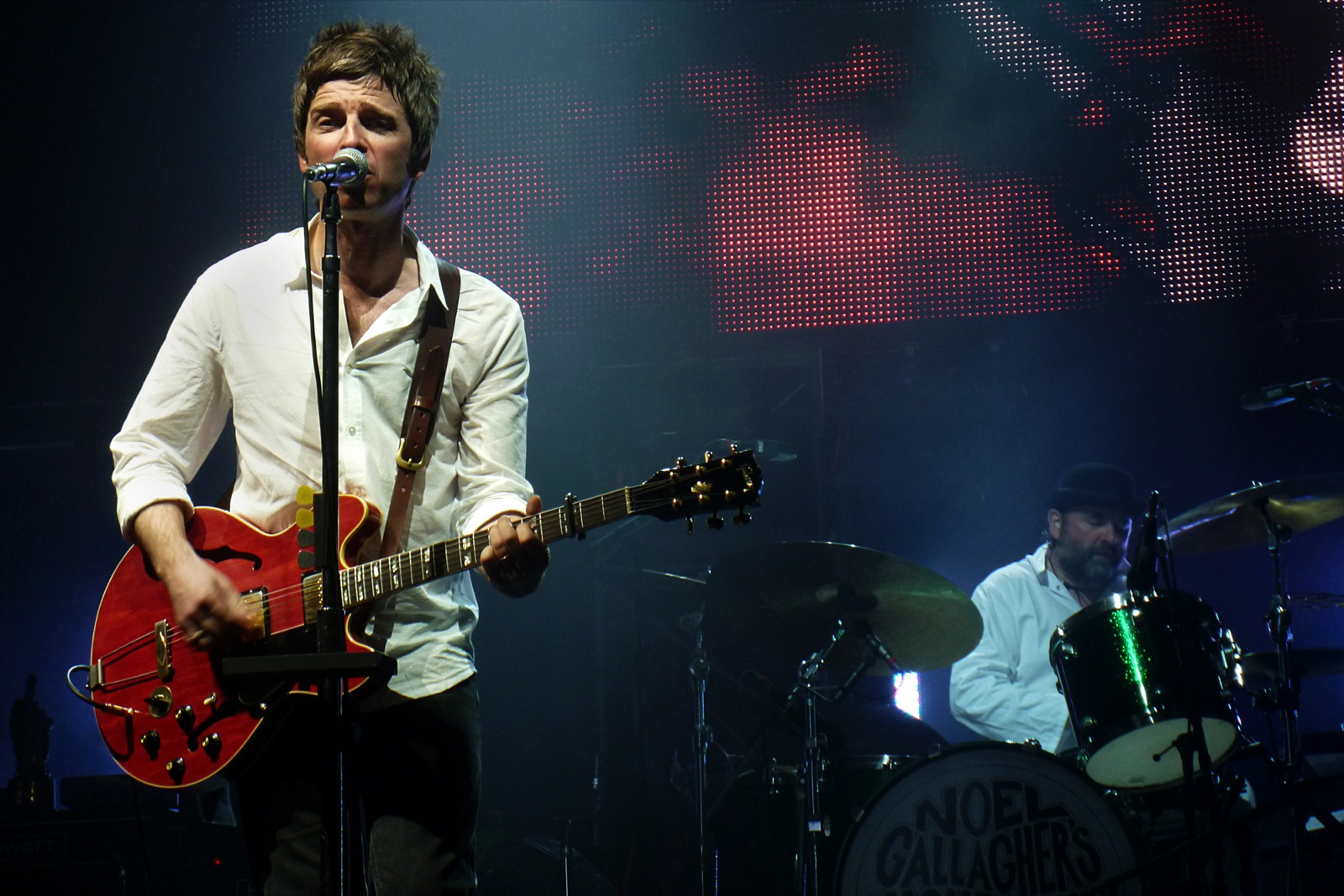
Noel Gallagher com sua banda High Flying Birds na Cidade do México em 2012

Noel Gallagher's High Flying Birds lançou um álbum autointitulado em 17 de outubro de 2011. Ele começou a turnê em Dublin em 23 de outubro de 2011. A banda de turnê anunciada para Noel Gallagher's High Flying Birds era composta por David McDonnell (guitarra), Russell Pritchard (baixo), Mikey Rowe (teclados) e Jeremy Stacey (bateria); McDonnell saiu durante os ensaios e foi substituído antes da turnê por Tim Smith, que havia tocado com Rowe e Stacey anteriormente.  Em 20 de julho de 2011, Gallagher lançou um trailer de 47 segundos de seu primeiro single "The Death of You and Me". O vídeo do single de estreia foi lançado em 25 de julho.
O segundo álbum de seu projeto solo, Chasing Yesterday foi lançado em 2015. Em 2016, Gallagher co-escreveu "Birth of an Accidental Hipster" com Paul Weller para os Monkees. Em junho de 2015, Gallagher confirmou que estava trabalhando em um terceiro álbum do High Flying Birds,  mais tarde anunciado como intitulado Who Built the Moon? e lançado em 27 de novembro de 2017. 
Em 29 de abril de 2021, Gallagher anunciou o lançamento do primeiro álbum de grandes sucessos da banda, intitulado Back the Way We Came: Vol. 1 (2011–2021) . O álbum é um lançamento duplo, que junto com 16 faixas lançadas anteriormente, apresenta duas novas músicas; "We're On Our Way Now" e "Flying On the Ground", a primeira das quais foi lançada como single no mesmo dia de seu anúncio. Foi lançado em 11 de junho de 2021.  Em uma entrevista à Apple Music , Gallagher disse que: Best of Bee Gees é um de seus álbuns favoritos e que inspirou a capa de Back The Way We Came. Sete dias após seu lançamento, Back the Way We Came se tornou o 12º álbum de Gallagher no Reino Unido.
Em janeiro de 2023, Noel Gallagher anunciou que seu quarto álbum de estúdio com o High Flying Birds, intitulado Council Skies , que foi lançado em junho.

## Impacto Musical
Gallagher foi o principal compositor do Oasis e o único contribuidor nas composições dos três primeiros álbuns do grupo. Ele é frequentemente criticado pelos elogios que faz às suas próprias canções, às quais ele avalia como: "Se você tivesse escrito 'Live Forever', você estaria caminhando de um jeito diferente no dia seguinte também."  
Noel já foi citado como influencia de outras bandas posteriores, como o Arctic Monkeys, The Strokes, Coldplay e The Killers. Apesar de seu enorme sucesso, tem sido frequentemente alvo dos críticos por supostamente plagiar a música de seus heróis, mas ele tem afirmado que homenagens diretas em sua música são intencionais. Em uma entrevista de 1996 para a Guitar World , ele se descreveu como "um fã que escreve canções" e declarou: 'Sei que esses são os maiores compositores do mundo, e eu vou colocar todos eles nessa música.'" Sua resposta aos críticos sobre o tópico de roubar riffs "descaradamente" foi: "Não, eu não me sinto culpado. Mas você se sente chateado porque não fez isso primeiro."   Ao se comparar a grandes guitarristas, Gallagher diz que: "Sou mediano, na melhor das hipóteses." Weller descreveu a habilidade de Gallagher como guitarrista como "rudimentar", dizendo: "Noel não finge ser um deus da guitarra. Ele é muito bom em juntar acordes e tem um estilo distinto em termos de suas sequências de acordes e seu ritmo. É reconhecível.

## Vida Pessoal e Controvérsias

### Relacionamentos
Em 1988, Noel se mudou da casa de sua família para morar com Louise Jones, a quem descreveu como sua "alma gêmea" e para quem escreveu "Slide Away". Eles tiveram um relacionamento de idas e vindas antes de se separarem em junho de 1994.
Em junho de 1997, Gallagher se casou com Meg Mathews em Las Vegas e em janeiro de 2000 deu à luz uma filha, Anaïs Gallagher. Gallagher e Mathews se divorciaram em janeiro de 2001.
Gallagher então começou um relacionamento com Sara MacDonald. Eles têm dois filhos: Donovan Rory MacDonald Gallagher (nascido em 22 de setembro de 2007) e Sonny Patrick MacDonald Gallagher (nascido em 1 de outubro de 2010). Eles se casaram em 18 de junho de 2011 em uma cerimônia privada no Lime Wood Hotel em New Forest National Park. Em janeiro de 2023, anunciou o processo de separação após 11 anos de casamento.

### Brigas com Liam
Em 2000, Liam fez comentários polêmicos sobre a então esposa de Gallagher, Meg Mathews, e tentou lançar dúvidas sobre a legitimidade de sua filha Anaïs, fazendo com que Noel abandonasse a turnê com a banda, e retornando tempos depois para um show em Dublin.
Liam uma vez afirmou que ele não falava muito com Noel e que eles "realmente não tinham uma amizade". Noel revelaria mais tarde que enquanto eles estavam no Oasis, os dois "nunca saíram juntos fora da banda, nunca" 
A relação entre os dois irmãos novamente se tornou tensa ao longo de 2009, eventualmente levando a um cancelamento de última hora de um show do Oasis programado para acontecer em 28 de agosto em Paris. Mais tarde naquela noite, Gallagher confirmou que havia deixado o Oasis porque "simplesmente não podia continuar trabalhando com Liam um dia a mais". Através do site do Oasis, ele disse: "É com alguma tristeza e grande alívio dizer a vocês que deixei o Oasis esta noite." 
Após o fim do Oasis, Liam e Noel não foram mais vistos juntos publicamente e permaneceram com um relacionamento conturbado. Em 2018, Liam declarou que a esposa de Noel era a razão pelo fim do Oasis e disparou xingamentos e ameaças a esposa e filha de Noel.

### Phill Collins
Gallagher critica frequentemente Phil Collins, dizendo que sua música é sem graça e o oposto do que ele representa. Noel disse em 1997 "As pessoas odeiam idiotas como o Phil Collins. Se não odeiam, deveriam”. Collins respondeu de que "Eles (Noel e Liam) são rudes e não são tão talentosos o quanto pensam. Gostaria que eles me dissessem essas coisas pessoalmente”.

## Discografia

### Com o Oasis
- Definitely Maybe (1994)
- (What's the Story) Morning Glory? (1995)
- Be Here Now (1997)
- Standing on the Shoulder of Giants (2000)
- Heathen Chemistry (2002)
- Don't Believe the Truth (2005)
- Dig Out Your Soul (2009)

### Com o High Flying Birds
- Noel Gallagher's High Flying Birds (2011)
- Chasing Yesterday (2015)
- Who Built the Moon? (2017)
- Council Skies (2023)